# La Tosca
La Tosca è un dramma storico in cinque atti del celebre drammaturgo Victorien Sardou (1831-1908). Fu rappresentato per la prima volta il 24 novembre 1887 al teatro adiacente alla Porte Saint-Martin di Parigi e interpretato dalla trentottenne stella del teatro francese Sarah Bernhardt.

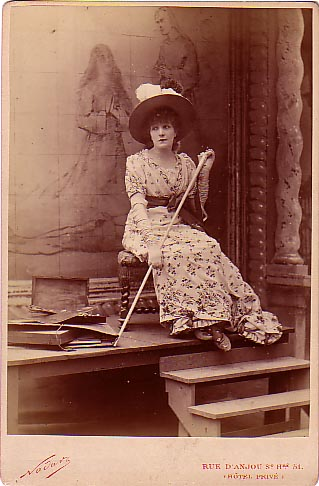
Sarah Bernhardt ne La Tosca, 1887

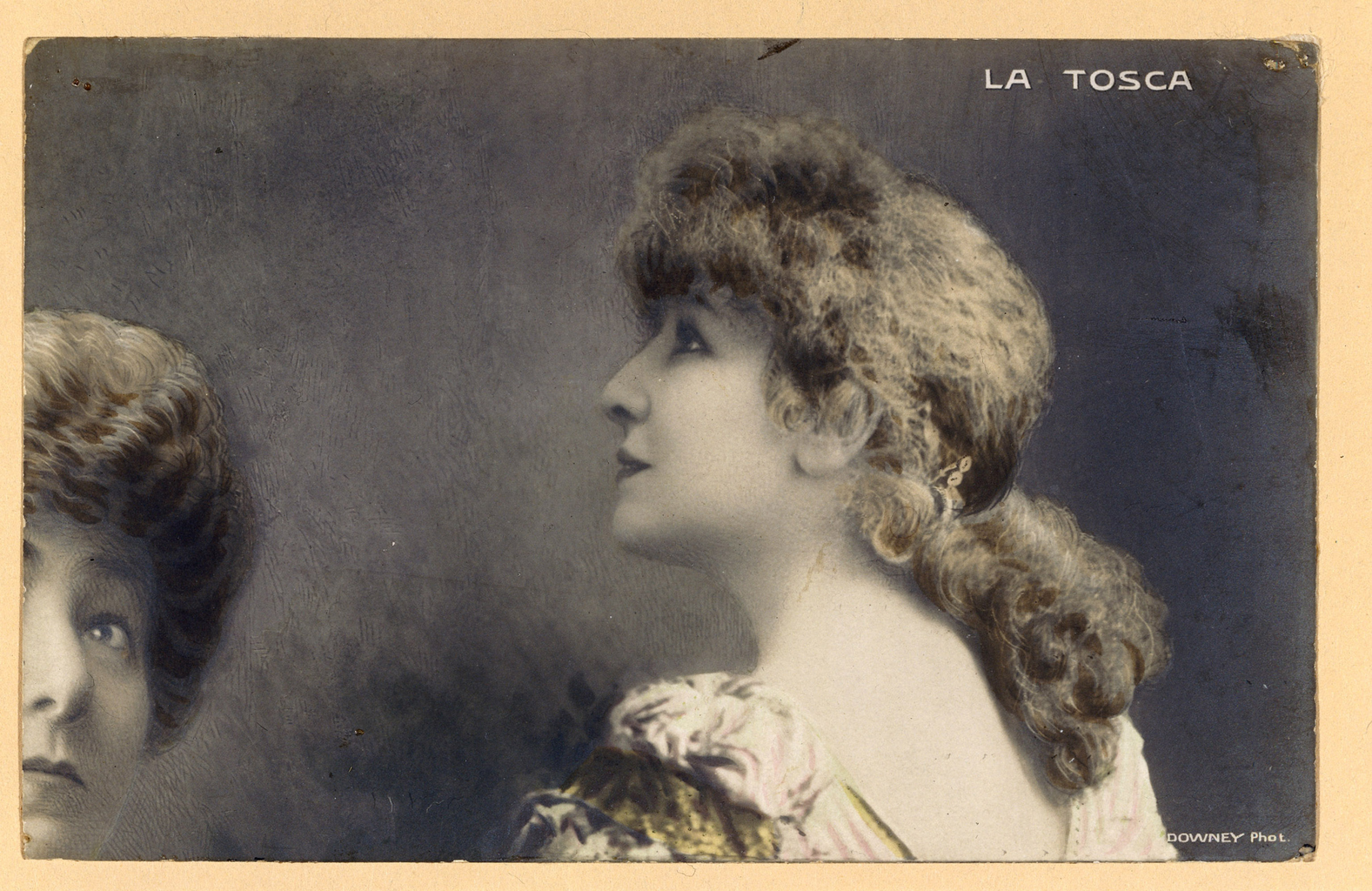
Sarah Bernhardt ne La Tosca

L'opera appartiene alla fase avanzata della carriera artistica dell'autore e poggia su tre temi chiave: la storia, l'avventura e l'amore. Per quanto riguarda l'ambientazione storica, il dramma si svolge nella Roma ottocentesca al momento della battaglia di Marengo. Sardou offre una minuziosa descrizione degli ambienti storici, senza tralasciare nessun particolare tramite i dialoghi dei personaggi.
I librettisti Giuseppe Giacosa e Luigi Illica e il compositore Giacomo Puccini ne trarranno l'opera lirica Tosca (senza l'articolo prima del nome), scritta con l'approvazione di Sardou e rappresentata per la prima volta a Roma nel 1900.

## Trama
La scena ha luogo a Roma, il 17 giugno del 1800.

### Atto I
Cesare Angelotti viene aiutato dalla sorella, la marchesa Giulia Attavanti, a fuggire da Castel Sant'Angelo e a nascondersi nella cappella di famiglia situata nella chiesa di Sant'Andrea della Valle a Roma, dove ella ha preparato per il fratello dei vestiti da donna da poter indossare come travestimento. Qui Angelotti si rivela al pittore Mario Cavaradossi, al quale racconta tutte le sue vicende nella speranza di ricevere un po' di aiuto, avendo scoperto le tendenze patriottiche e repubblicane di quest'ultimo, mentre il sacrestano e il suo servitore parlavano tra loro. Il dialogo tra i due viene bruscamente interrotto dall'arrivo di Tosca (Angelotti fa appena in tempo a nascondersi), una cantante estremamente devota alla religione, che annuncia al suo amato, Mario Cavaradossi, che per la sera sarà impegnata nei preparativi dei festeggiamenti a palazzo Farnese in occasione della sicura vittoria  degli austriaci a Marengo. Subito dopo l'uscita della Tosca dalla chiesa, si odono i cannoni che annunciano la fuga di un detenuto da Castel Sant'Angelo: il secondino è stato tradito e denunciato, così che il fuggiasco viene cercato per ogni dove, lungo le strade di Roma. Cavaradossi fa preparare la sua carrozza per far fuggire Angelotti travestito da donna. Intanto nella chiesa piomba all'improvviso Scarpia che, dato l'ordine di perquisire ovunque, trova il ventaglio della marchesa Attavanti.

### Atto II
La scena si apre nel bellissimo salone del Palazzo Farnese completamente addobbato e gremito di nobili. Anche Scarpia è presente al ricevimento e viene raggiunto da Spoletta, il quale lo aggiorna sulla situazione: l'evaso non è ancora stato trovato e la perquisizione al palazzo di Cavaradossi non ha portato a niente (Scarpia lo ha fatto perquisire perché consapevole delle tendenze politiche di quest'ultimo), persino il pedinamento di Tosca non è servito, il fuggiasco non si trova. Tosca entra nel salone seguita da uno stuolo di corteggiatori. Si intrattiene con gli ospiti e anche con Scarpia, il quale, convinto di un suo coinvolgimento con la fuga del detenuto, suscita in lei un sentimento di gelosia mostrandole il ventaglio della marchesa Attavanti, che dice di aver trovato tra i colori e i pennelli di Cavaradossi in chiesa. Tosca va su tutte le furie e, cieca di gelosia, vuole lasciare la festa per andare da Cavaradossi e prenderlo sul fatto, ma deve ancora cantare per la Regina Maria Carolina e non può andar via. La scena si chiude con l'arrivo di un messo che porta la notizia della vittoria di Napoleone nella battaglia di Marengo, fatto che provoca lo svenimento della Regina per il duro colpo e la dipartita di Tosca dalla festa.

### Atto III
Nel frattempo, Cavaradossi e Angelotti sono arrivati alla villa di campagna di Cavaradossi e, mentre quest'ultimo racconta al console della Repubblica Romana la storia della villa, sopraggiunge Tosca. Angelotti si rifugia in giardino, mentre Cavaradossi tenta di calmare la sua amante. La cantante è colma di gelosia e rabbia per quel ventaglio che ha tra le mani e, quando vede i vestiti della marchesa Attavanti, Mario Cavaradossi non può far altro che raccontarle la verità. Quando le chiede come ha fatto ad avere quel ventaglio e Tosca gli racconta del discorso scambiato con Scarpia, Cavaradossi e Angelotti capiscono che è stato tutto un tranello del reggente di polizia per stanarli. Cavaradossi fa nascondere l'amico in un pozzo segreto della villa. Scarpia con i gendarmi irrompe nella casa e, dopo aver cercato invano il fuggiasco, interroga Tosca, mentre in un'altra stanza fa condurre Cavaradossi per torturarlo. Per ogni diniego della Tosca circa la conoscenza di Angelotti, c'è una tortura inflitta a Cavaradossi. I due resistono per diverso tempo, ma, alla fine, appena Tosca vede come è ridotto il suo amato, confessa e rivela il nascondiglio di Angelotti. Le guardie che scendono nel pozzo per arrestarlo ne portano su il cadavere: Angelotti si è tolto la vita grazie a un potente veleno contenuto in uno dei suoi anelli. Mario Cavaradossi e Tosca vengono portati via dalla villa insieme al cadavere.

### Atto IV
La stanza di Scarpia, a Castel Sant'Angelo. È notte fonda e Scarpia sta cenando. Spoletta gli porta l'ordine del governatore di giustiziare Cavaradossi entro l'alba. Scarpia decide di far impiccare ugualmente anche il corpo senza vita di Angelotti, così che il popolo veda che la giustizia ha fatto il suo corso, e ordina di far venire al suo cospetto Tosca. Le dice dell'ordine di esecuzione per Cavaradossi e che invece ella è libera di andare poiché estranea ai fatti. Le fa capire che c'è una via di salvezza per il suo amato, a patto che si conceda a lui. Tosca inorridisce. Ma il tempo non è dalla sua parte e Spoletta entra nella stanza per ricevere ordini circa l'esecuzione, così che, vistasi alle strette, Tosca cede al vile ricatto. Poiché c'è un ordine formale, non è possibile annullare l'esecuzione, quindi bisogna far finta: le direttive che Scarpia dà a Spoletta sono quelle di non fare un'impiccagione ma una fucilazione, con fucili caricati a salve, e di far uscire l'uomo dal castello e condurlo insieme a Tosca fino alle porte della città. Scarpia vuole riscuotere il suo credito, ma prima Tosca lo convince a scrivere un salvacondotto per lei e Cavaradossi, valido non solo per l'uscita da Roma, ma anche dai confini dello Stato pontificio. Scarpia accetta. Mentre egli scrive, Tosca trova un coltello sulla tavola e, quando Scarpia le si avvicina per ricevere il suo credito, lo pugnala uccidendolo.

### Atto V
Tosca, per mezzo di Spoletta, raggiunge Cavaradossi nella cappella dove è imprigionato e gli racconta del piano e di quanto è accaduto. Spoletta scorta Cavaradossi alla piattaforma dove avverrà la fucilazione e Tosca resta nella cappella in attesa che gli eventi si compiano. Uditi gli spari, va a raggiungere il suo amato. Alla piattaforma, quando ormai non c'è più nessuno, Tosca, convinta che Mario stia solo fingendo di essere morto, inizia ad esortarlo ad alzarsi per fuggire con lei, ma, con suo grande sgomento, scopre che Mario è stato fucilato veramente. Spoletta, Sciarrone e altri soldati nel frattempo rientrano per portar via il cadavere e Tosca gli si scaglia contro, confessando l'omicidio da lei commesso. Una volta accertata la morte di Scarpia, i soldati tentano di arrestarla, ma ella, saltata sopra il parapetto, si getta nel vuoto.

## Le difficoltà della prima rappresentazione

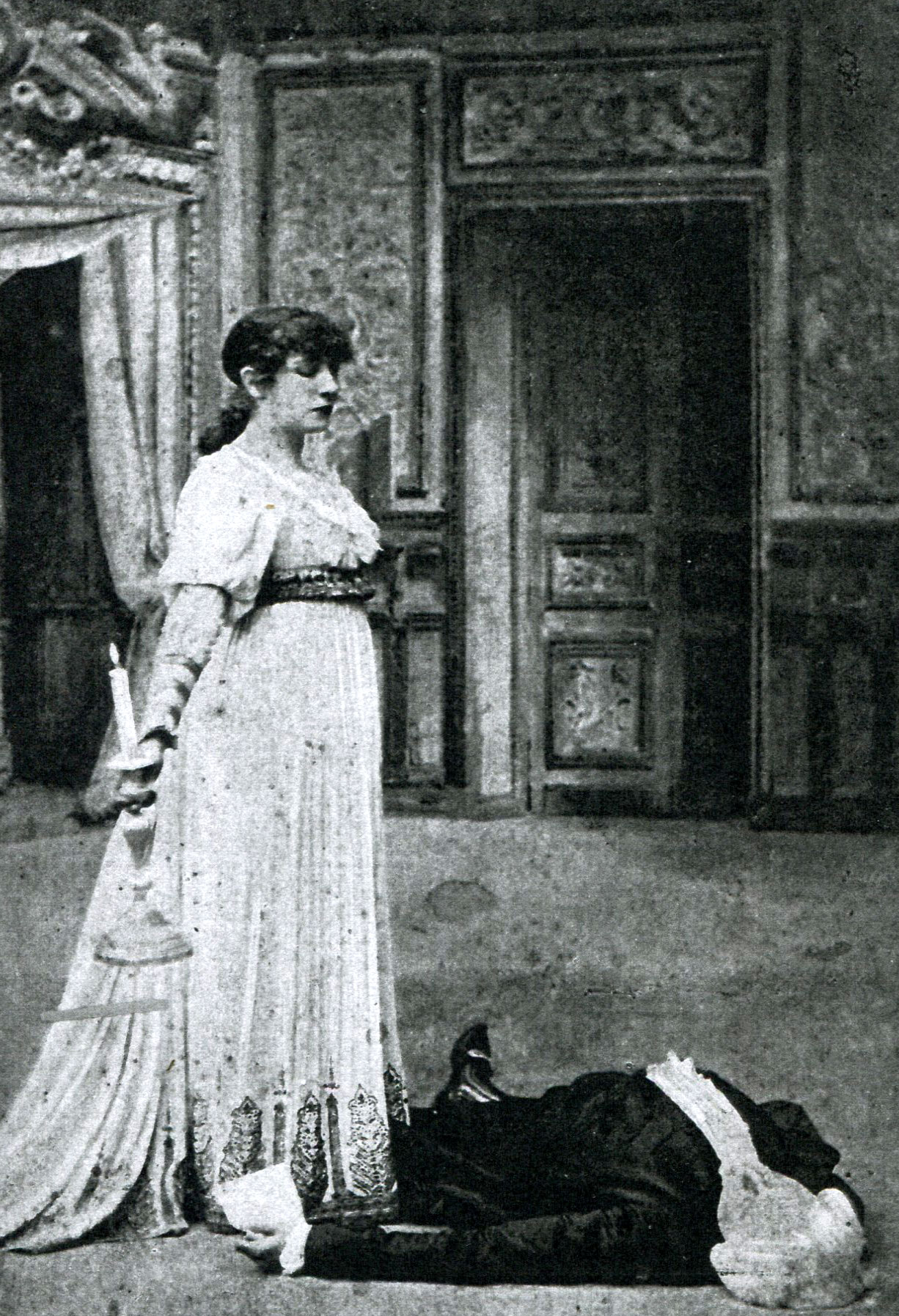
Sarah Bernhardt interpreta La Tosca di Sardou al teatro della Porte Saint Martin, 1887

Quando portò in scena il suo dramma Sardou era all'apice del successo, per cui aveva anche numerosi e ostili detrattori. La prima del suo dramma risentì di questa situazione ed egli dovette quindi superare non poche difficoltà. Le prime avvennero ancora durante le prove quando un certo Sylvestre lo accusò sui giornali di aver plagiato una sua composizione.
In questo caso l'accusa fu superata mettendo in scena il lavoro di Sylvestre, che non ebbe successo ma evidenziò la differenza con La Tosca. Poi arrivarono altre accuse di plagio anche da scrittori più autorevoli: dapprima da Ernest Daudet, che pubblicò la sua accusa sul Figaro, poi addirittura da oltre oceano, Maurice Barrymore sostenne che Sardou aveva copiato da Madyuka, da lui rappresentata a New York l'anno prima e che in questo la Bernhardt era stata sua complice.
Fu in tale occasione che Sardou, rispondendo alle accuse, sostenne di aver tratto l'idea di La Tosca non da altre opere, bensì da una vicenda risalente alle guerre religiose del XVII secolo, quando a Tolosa una donna ugonotta tentò invano di salvare il marito concedendosi a un potente ecclesiastico che invece giustiziò egualmente il condannato.
Non essendo riusciti con le accuse di plagio, gli oppositori tentarono allora di boicottare la prima rappresentazione con fischi organizzati, ma anche questo progetto fallì in seguito al comportamento della grande maggioranza del pubblico che con applausi scroscianti soffocò sul nascere alcuni fischi. Il giorno dopo alcuni critici ostili a Sardou stroncarono il dramma nelle loro recensioni, ma questo non bloccò il successo dell'opera in Francia e a livello internazionale.
Anche in Italia, dove La Tosca arrivò nello stesso anno, il dramma riscosse un grande successo di pubblico, ma fu poi rappresentato spesso in quattro atti anziché cinque perché le compagnie teatrali non intendevano sostenere i costi per gli sfarzosi costumi e il gran numero di personaggi della scena del ballo al Palazzo Farnese prevista nel secondo atto originario.

## Adattamenti

### Musica
- Tosca di Giacomo Puccini

Puccini ebbe l'idea di trasporre in musica La Tosca dopo aver assistito a Milano nel 1892 a una rappresentazione del dramma recitato dalla Bernhardt. Si mise al lavoro con Illica, ma poi preferì dedicarsi alla Bohème. Nel 1896, saputo che il compositore Alberto Franchetti si stava dedicando alla composizione di Tosca, lo convinse a farsi da parte. Puccini terminò il lavoro, su libretto di Giuseppe Giacosa e Luigi Illica, nell'ottobre 1899. L'opera fu rappresentata per la prima volta al Teatro Costanzi di Roma il 14 gennaio 1900 e, anche in questo caso, non senza contrasti e tensioni, al punto che la Polizia ricevette anche segnalazioni circa la possibilità di un attentato nel teatro. Poi arrivò il successo e già nel teatro romano l'opera fu replicata per 20 serate
- Tosca - Amore disperato di Lucio Dalla

### Cinema
Il dramma de La Tosca ha ispirato una nutrita serie di film, sia nel periodo del muto che in quello sonoro. Uno dei primi, realizzato nel 1907 e interpretato dalla stessa Sarah Bernhardt, non fu edito poiché sia l'attrice sia Sardou, pur legatissimi a questo dramma, convinsero la produzione a non distribuirlo, ritenendosi insoddisfatti del risultato di questa versione cinematografica. Alcune pellicole successive presero spunto dall'opera di Giacomo Puccini, mentre un'eccezione è la versione del 1973 diretta da Luigi Magni, che riprende esplicitamente, citandolo nei titoli di testa, il dramma di Sardou, con cui condivide alcuni aspetti che lo differenziano dall'opera lirica di Puccini.
- Tosca (1905)
- Tosca (1918) diretto da Alfredo De Antoni
- Tosca (1941) diretto da Carl Koch
- Tosca (1956) diretto da Carmine Gallone
- La Tosca (1973) scritto e diretto da Luigi Magni
- Tosca (1978) cortometraggio diretto da Dominique Noguez
- Tosca (2001) diretto da Benoît Jacquot
- Tosca (2011) diretto da Jonathan Haswell

### Televisione
- Tosca, film tv del 1976, diretto dal regista Gianfranco De Bosio.